# Лос-Гальярдос
Лос-Гальярдос (ісп. Los Gallardos) — муніципалітет в Іспанії, у складі автономної спільноти Андалусія, у провінції Альмерія. Населення — 3828 осіб (2010).
Муніципалітет розташований на відстані близько 390 км на південний схід від Мадрида, 60 км на північний схід від Альмерії.
На території муніципалітету розташовані такі населені пункти: (дані про населення за 2010 рік)
- Альфайкс: 408 осіб
- Альмокайсар: 33 особи
- Лос-Кольядос: 36 осіб
- Лос-Гальярдос: 2696 осіб
- Ла-Перулака: 655 осіб

## Демографія
Динаміка населення (INE ):